# Oschogina
Die 523 km lange Oschogina (russisch Ожогина) ist ein linker Nebenfluss der Kolyma in Sibirien (Russland, Asien).
Die Oschogina entsteht aus den im Momagebirge entspringenden Quellflüssen Sulakkan (Сулаккан) und Djolkju (Дьёлкю). Im weiteren Verlauf durchfließt sie stark mäandrierend das Flachland im Nordosten der Republik Sacha (Jakutien).
Das Einzugsgebiet der Oschogina umfasst 24.300 km²; es gibt dort etwa 2.800 Seen mit einer Gesamtfläche von 908 km².
Die Oschogina gefriert von Oktober bis Mai, wobei sie regelmäßig bis zum Grund durchfriert.
Der Unterlauf ist für kleinere Schiffe befahrbar.
Die wichtigsten Nebenflüsse sind von rechts der Tschotscholjugjun (Чёчёлюгюн) und von links die Choska (Хоска).